# Mu Canis Majoris
Mu Canis Majoris (18 Canis Majoris) é uma estrela na direção da constelação de Canis Major. Possui uma ascensão reta de 06h 56m 06.65s e uma declinação de −14° 02′ 36.4″. Sua magnitude aparente é igual a 5.00. Considerando sua distância de 908 anos-luz em relação à Terra, sua magnitude absoluta é igual a −2.22. Pertence à classe espectral B9.5V.